# Gerhard Storch
Aquest autor és citat en taxonomia animal amb el nom «Storch».
Gerhard Storch (nascut el 21 de maig del 1939 a Frankfurt del Main i mort l'11 d'agost del 2017) fou un paleontòleg alemany que fou director de la secció de zoologia terrestre de l'Institut de Recerca Senckenberg. Entre d'altres, descrigué els gèneres i espècies següents:
- Eomanis (E. waldi) – (E. krebsi) amb Thomas Martin[2]
- Eurotamandua (E. joresi)[2]
- Leptictidium nasutum (amb Adrian Lister)[3]
- Leptictidium tobieni (amb Wighart von Koenigswald).[4]
- Palaeochiropteryx (P. tupaiodon) (amb Jörg Habersetzer)[5]

## Biografia
Storch estudià biologia a Darmstadt, Viena i Frankfurt i es graduà el 1967 amb una tesi sobre la morfologia dels ratpenats. Entre 1967 i 1969 fou investigador de la DFG. Des del 1969 fins al 2004 fou director de la secció de fòssils de mamífers del Forschungsinstitut Senckenberg. A més, entre el 1997 i la seva jubilació el 2004 fou director de la secció de zoologia terrestre.
Storch conduí excavacions a llocs com la Xina, el Marroc, el mar Egeu, Malta i l'Europa central.